# Sant Feliu de Llobregat
Sant Feliu de Llobregat – miasto w Hiszpanii w prowincji Barcelona w Katalonii wchodzące w skład comarki Baix Llobregat, leżące w dolinie rzeki Llobregat. Miejscowość słynąca z odbywających się tu licznych festiwali regionalnych m.in.: Fiesta de San Lorenzo, Fiesta de la primavera, Fiesta “de la Tardor” czy Festa de la Rosa.